# Никифоров, Константин (военный)
Константин Никифоров Попконстантинов; 31 октября 1856, Габрово, ныне Болгария — 1 февраля 1891, Мерано, Италия) — болгарский военный деятель.

## Образование и начало военной службы
Родился в семье учителя. Учился в городах Габрово и Елене, окончил реальное училище в Николаеве (1876; Россия). С 1876 учился в Константиновском артиллерийском училище в Санкт-Петербурге, прервал обучение для участия в русско-турецкой войне 1877—1878 в составе 26-й артиллерийской бригады русской армии. В 1878 был произведён в подпоручики, после освобождения Болгарии недолго служил в 1-й пешей Видинской батарее. Затем продолжил образование в Санкт-Петербурге, где в 1883 окончил с отличием Михайловскую артиллерийскую академию.

## Военный деятель
С 1883 — помощник начальника артиллерийского управления в военном министерстве Болгарии. По его настоянию болгарская армия приняла на вооружение германские орудия Круппа, которые заменили русские 9-ти и 4-х фунтовые бронзовые орудия. Такая реформа вызвала протесты со стороны служивших в болгарской армии русских офицеров, но доказала свою полезность во время Сербско-болгарской войны 1885.
С 1884 преподавал артиллерию в Военном училище. После объединения Болгарии и Восточной Румелии в 1885 русские офицеры, занимавшие командные посты в болгарской армии, покинули страну, и капитан Константин Никифоров стал военным министром (первый болгарин на этом посту). В течение менее чем двух месяцев, остававшихся до Сербско-болгарской войны, руководил подготовкой болгарской армии к военным действиям. Занимал пост министра во время успешной для Болгарии войны, после окончания которой был произведён в майоры.
После пророссийского переворота (детронизации князя Александра Баттенберга) в августе 1886 Константин Никифоров был включён без его согласия в состав правительства митрополита Климента Тырновского. Майор Никифоров был близок к лидеру Либеральной партии Петко Каравелову и, как и он, не был ни сторонником, ни активным противником переворота. Поэтому он отказался от поста министра и ушёл в отставку. Несмотря на это, при правлении антироссийского режима он в феврале-апреле 1887 находился под арестом.
С 1887 преподавал артиллерию в Военном училище, автор книги «Ръководство за артилерията» (в 2-х частях; 1889—1891). Считается основателем болгарской военно-теоретической мысли. Занимался общественной деятельность, создал и редактировал газету «Търновска конституция» (1887—1891), публиковался в изданиях «Военен журнал» (1888—1890), «Народни права» (1889), в выпуске «Библиотеки Свети Климент» (1888—1891).
В конце 1890 уехал на лечение в Италию, где скончался. В 1910, во время празднования 25-летия Сербско-болгарской войны, его останки были торжественно погребены в Софии.

## Звания
- С 16 июня 1878 — прапорщик.
- С 20 декабря 1879 — подпоручик.
- С 1881 — поручик.
- С 30 августа 1883 — капитан.
- С 25 декабря 1885 — майор.

## Награды
- орден «За храбрость» 2-й степени.